# پارتولان
پارتولان یا برتولان (انگلیسی: Parthalán) شخصیتی در افسانه‌های مسیحی ایرلندی قرون وسطایی است که بر اساس اساطیر، او به عنوان رهبر دومین گروه بزرگی که برای اقامت به ایرلند آمدند شناخته می‌شود. گفته شده پس از چند سال مهاجرت آنها به ایرلند، تقریباً همهٔ آنها در عرض حدود یک هفته تسلیم طاعون شده و تا حد زیادی از بین رفتند.
براساس کتاب «خاستگاه فنیقی بریتانیایی‌ها، اسکات‌ها و ساکسون‌ها» نوشتهٔ لارنس آستین، پارتولان پادشاه اسکاتها بوده و در حدود ۴۰۰ سال قبل از میلاد مسیح خود را "بریتون‌"، "هیتی" و "فنیقی‌ای" معرفی کرده‌است.

## هستوریا بریتونوم
بر اساس منابع "هستوریا بریتونوم", گفته شده، ایرلند سه بار توسط سه گروه مختلف اسکان داده شده، که پارتولوموس و پیروانش ابتدا از ایبریا با حدود هزار پیرو وارد شدند ولی زمانی که تعداد آنها به حدود چهار هزار نفر رسید، در عرض حدوداً یک هفته تسلیم طاعون به شدت از بین رفتند.